# Caso Saúl Luciano contra RWE

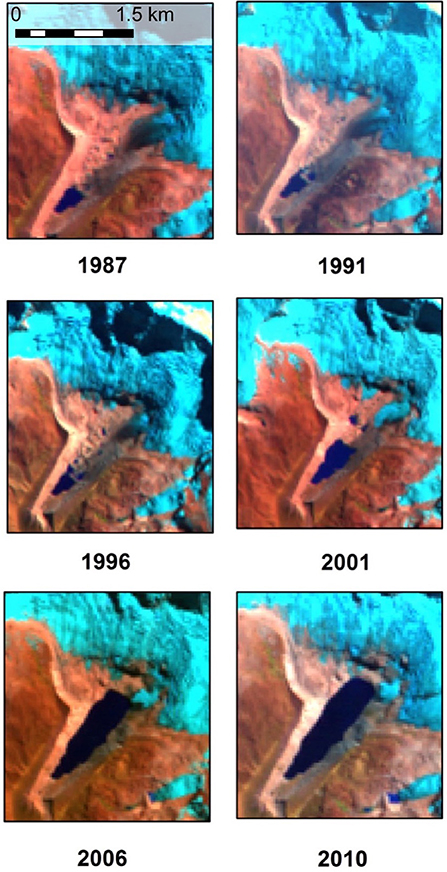
Imagens digitais que documentam a evolução da lagoa Palcacocha de 1987 a 2010.

O caso Saúl Luciano contra RWE é um caso de demanda por justiça climática contra a multinacional energética alemã Rheinisch-Westfälisches Elektrizitätswerk (RWE) por sua responsabilidade nos deshielos dos glaciares pelos efeitos do aquecimento global antropogénico na Cordillera Branca em Peru que ameaçam com desbordar a lagoa de Palcacocha ocasionando a perda de vidas humanas e materiais na cidade e província de Huaraz.
O 24 de novembro de 2015 Saúl Luciano iniciou a demanda ante o Julgado de Primeira Instância em Essen contra a multinacional energética RWE sendo desestimado o 15 de dezembro de 2016.
Em janeiro de 2017 iniciou-se a apelação ante o Tribunal Superior de Justiça de Hamm. O 13 de novembro de 2017 o tribunal decidiu admitir a demanda de Saúl Luciano contra a multinacional alemã.

## Antecedentes
O 13 de dezembro de 1941 um aluvión gerado por um desborde violento da lagoa glaciar Palcacocha destruiu uma terceira parte da cidade de Huaraz, Peru, gerando a perda de 1800 vidas humanas.
Desde 1990 até o 2010, em menos de 20 anos, o volume de água na lagoa Palcacocha incrementou-se 34 vezes até chegar à quantidade de 17 milhões de m³ devido às rápidas mudanças ambientais que afectam aos ecossistemas de montanha em todo mundo. Palcacocha encontra-se localizada na Cordillera Branca a uma elevação de 4 562 m s.n.m., justo baixo as cimeiras dos nevados Palcaraju (6,274 m) e Pucaranra (6,156 m); montanhas glaciares em retrocesso glaciar.
Um estudo do 2014 da Universidade de Texas em Austin desenvolveu dois palcos possíveis em caso de um novo desborde da lagoa:
- Palco sem Sistema de Alerta Temporã: 19773 fatalidades em Huaraz com um desvio regular de 1191
- Palco com Sistema de Alerta Temporã: 7344 fatalidades em Huaraz com um desvio regular de 1446

A lagoa de Palcacocha tem sido declarada em estado de emergência pelo governo regional de Áncash o 2010 e o governo peruano o 2011 e 2014.
O 2013 o Climate Accountability Institute e o Carbon Disclosure Project emitiram um relatório em onde se estabeleceu que a multinacional alemã RWE, a empresa européia maior em contribuição em CO2, é responsável pelo 0.5% das emissões de gases de efeito invernadero globais. Outro estudo das mesmas assinaturas estabeleceu que o 71% das emissões globais de gases de efeito invernadero desde 1988 foram produzidas por sozinho 100 companhias de energia, incluída RWE.
O 13 de março de 2015 Saúl Luciano Lliuya enviou uma carta a RWE exigindo que a assina alemã cubra o 0.5% dos custos para proteger à população da província de Huaraz ante a ameaça de aluvión gerada pelo deshielo dos glaciares.

## Demanda contra RWE

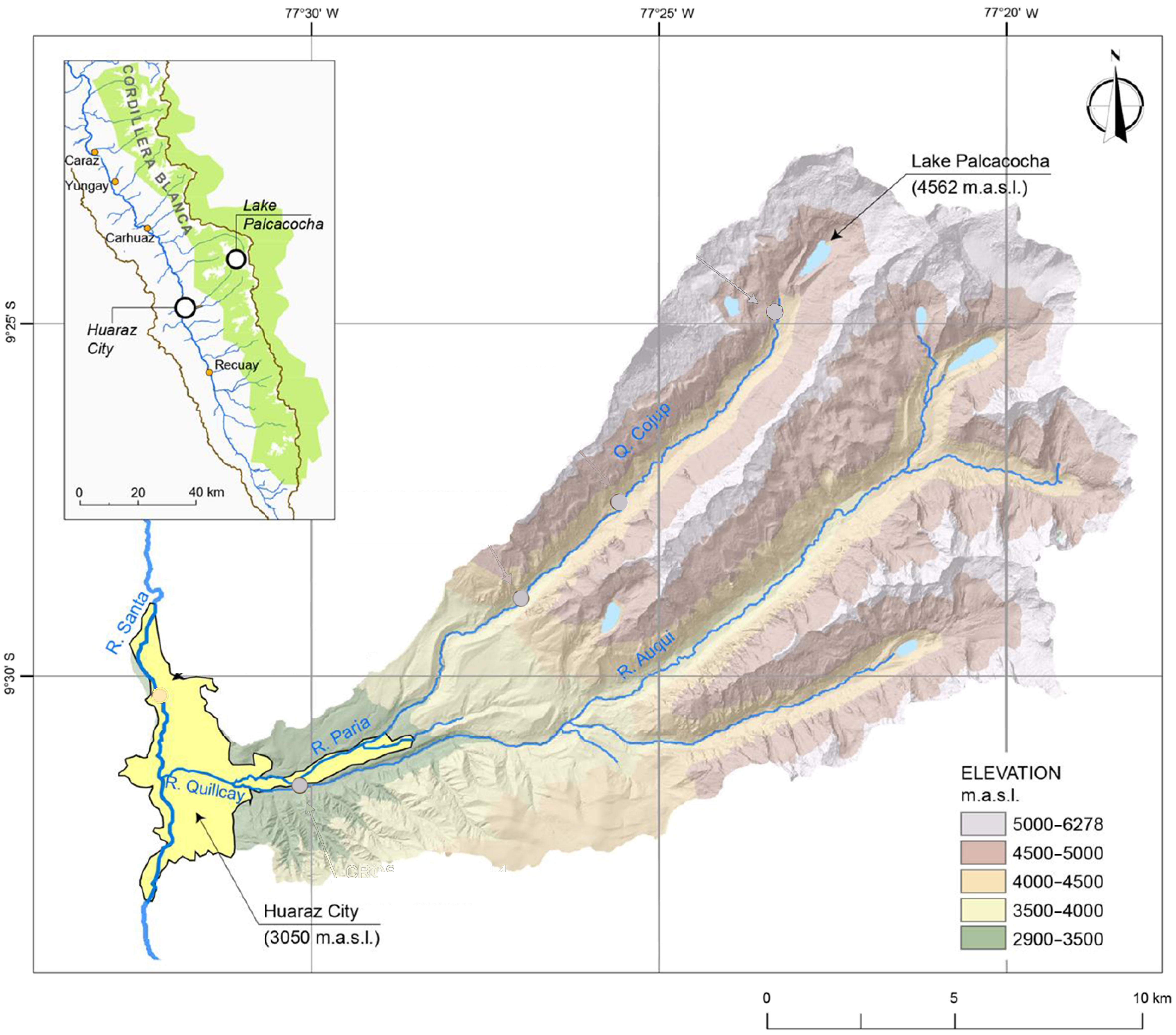
Mapa da subcuenca do Quillcay, incluindo à cidade de Huaraz e à lagoa Palcacocha (baseada num modelo digital de elevação).

### Demanda em Essen do 2015
O 24 de novembro de 2015 Saúl Luciano iniciou uma demanda ante o Julgado de Primeira Instância em Essen contra a multinacional energética RWE com o apoio e assessoramento da ONG alemã Germanwatch, da Fundação para a Sustentabilidade (em alemão, Stiftung Zukunftsfähigkeit) e sua advogada, a Dra. Roda Verheyen. A demanda faz uso de um princípio do Código Civil Alemão que estabelece que se estás a fazer algo que causa danos à propriedade de outra pessoa, inclusive se é legal, deves deter o que estás a fazer ou assumir a responsabilidade de prevenir o dano.

### Desestimación do caso o 2016

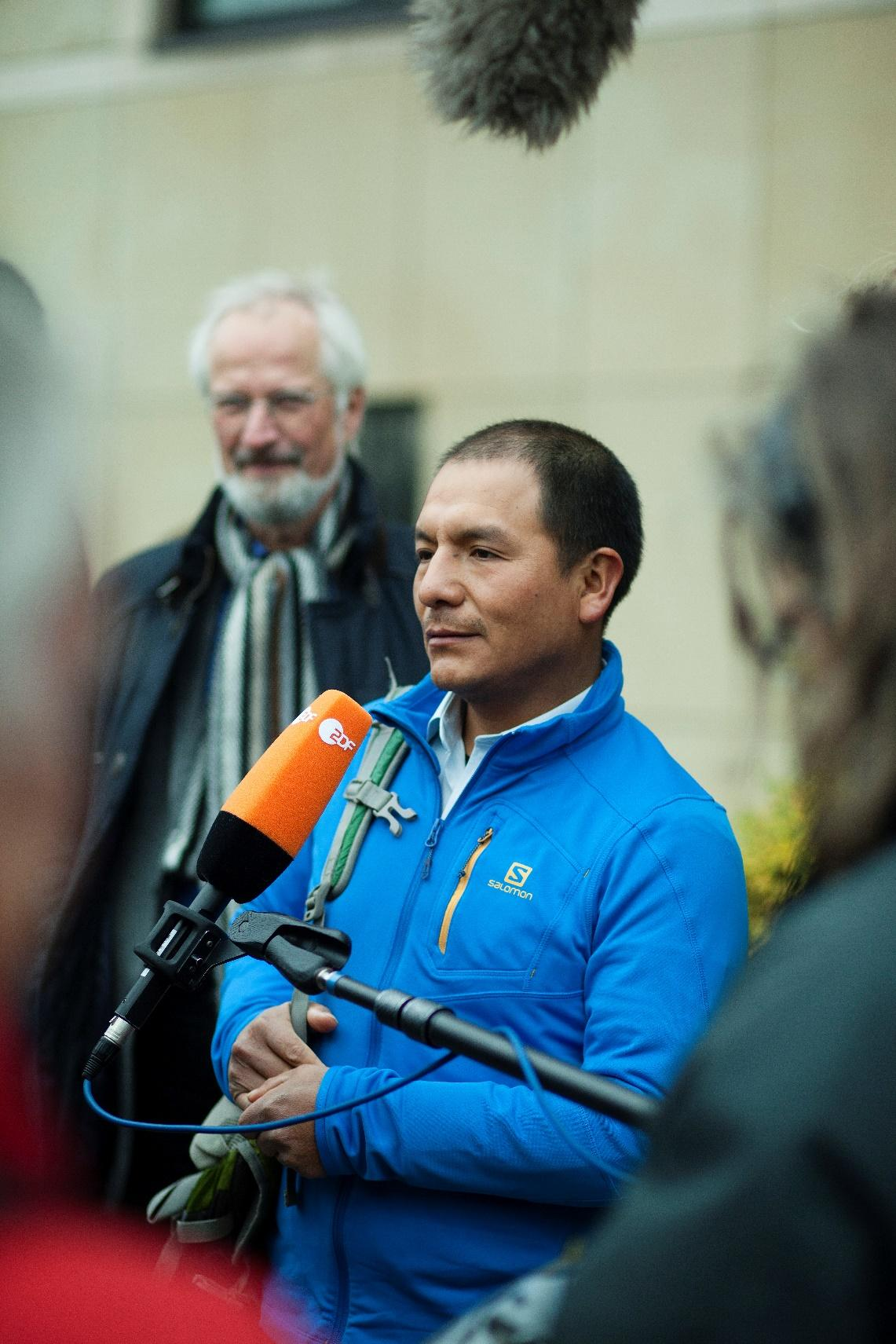
Saúl Luciano em Essen, Alemanha, em novembro de 2016.

Em janeiro de 2017 iniciou-se a apelação ante um tribunal superior. O caso foi arquivado pelo tribunal de Essen em 15 de dezembro de 2016.18 O tribunal decidiu o seguinte:
Os juízes consideram que este pedido é admissível, mas infundado. Eles deixaram explicitamente em aberto se o risco de inundação alegado pelo autor existia. Um risco de inundação nunca seria atribuído individualmente à RWE AG. Porque são inúmeros os emissores que emitem gases com efeito de estufa. Se estes gases produzissem alterações climáticas num processo natural complexo, não poderia haver uma cadeia linear de causa entre a fonte dos gases com efeito de estufa e os danos. A RWE AG não é, portanto, classificada como um “disruptor” no sentido jurídico.
Possíveis soluções
O autor pode recorrer do veredicto. O tribunal de recurso competente é o Tribunal Regional Superior de Hamm.— Comunicado de imprensa, Alto tribunal de justiça, OLG Hamm
Hamm, Alemanha, 13 de novembro de 2017.

### Apelação em Hamm do 2017
O 13 de novembro de 2017 o Tribunal Superior de Justiça de Hamm decidiu admitir a demanda de Saúl Luciano contra a multinacional alemã. Ante este facto, assina-a alemã declarou que a demanda é "injustificada" e "inaceitável" porque não pode se fazer a uma sozinha companhia responsável do aquecimento global. O tribunal emitiu o seguinte comunicado:

Segundo o Senado, a ação é admissível e está definitivamente justificada pelo pedido principal do autor. Em sua petição principal, o autor solicitou que fosse determinada a obrigação de reembolso rateado das despesas com medidas protetivas em favor de seu patrimônio. Está de acordo com o ordenamento jurídico que mesmo aqueles que agem legalmente devem ser responsáveis pelos danos materiais por eles causados. Este conceito jurídico fundamental também se aplica aos argumentos das partes no presente caso. Pela decisão do Senado, as provas deverão ser fornecidas por laudos periciais. As evidências cobrirão as seguintes questões:
1. Como resultado do aumento significativo da expansão e do volume de água da lagoa Palcacocha, existe uma séria ameaça de inundações e/ou deslizamentos de terra nas parcelas de terra abaixo da lagoa glacial.
2. a) As emissões de CO2 liberadas pelas usinas do réu sobem para a atmosfera e levam ao aumento da densidade dos gases de efeito estufa devido às leis físicas em toda a atmosfera da Terra. redução da radiação térmica global e aumento da temperatura global.
c) Como resultado do aumento local resultante nas temperaturas médias, o derretimento da geleira Palcaraju acelera; a geleira perde seu tamanho e recua, o volume de água da lagoa Palcacocha sobe a um nível que não pode ser sustentado pela morena natural.
d) A parte de corresponsabilidade do réu na cadeia causal indicada em um ) a c) é mensurável e calculável.— Comunicado de Prensa, Alto tribunal de justiça, OLG Hamm
Hamm, Alemanha, 13 de novembro de 2017.

### Declaração de RWE em 2019
A fins de abril de 2019 a multinacional RWE emitiu um comunicado oficial anunciando que não ia construir mais centrais térmicas em base à queima de carvão e investiria em energias renováveis:

No futuro, a RWE concentrar-se-á na produção de electricidade a partir de fontes de energia renováveis. Consequentemente, a empresa deixará de investir em novas centrais eléctricas a carvão.— Comunicado de imprensa, RWE
Essen, Alemanha, 26 de abril de 2019

### Estudo de 2021
Um estudo relacionado ao processo publicado em fevereiro de 2021 na revista acadêmica Nature Geoscience, concluiu que:

"é praticamente certo, com probabilidade superior a 99%, que as alterações climáticas induzidas pelo homem tenham provocado o recuo do glaciar Palcaraju, nos Andes peruanos, o que aumentou o risco de inundações na cidade de Huaraz.— 
A investigação liderada por Rupert Stuart-Smith da Universidade de Oxford afirma «que o aquecimento global causado pelo homem é directamente responsável da ameaça de uma inundação devastadora em Peru que é objeto de uma demanda contra a empresa de energia alemã RWE».

### Visita de campo em 2022
Em maio de 2022 um grupo de juízes, advogados e peritos alemães viajou a Huaraz para visitar a cidade de Huaraz e a lagoa Palcacocha.Tomaram mostras de água da lagoa e fizeram tomadas com um dron. A partir da visita os especialistas devem elaborar um relatório para determinar se existe um risco de alud que ponha em perigo a forma de vida do demandante.